# غزو (سرطان)
بالنسبة للسرطان، الغزو هو الامتداد والاختراق المباشر للخلايا السرطانية إلى الأنسجة المجاورة. يختلف عمومًا عن الانبثاث، وهو انتشار الخلايا السرطانية عبر جهاز الدوران أو الجهاز اللمفي إلى أماكن أبعد. مع ذلك، يعد غزو الأوعية اللمفاوية عمومًا الخطوة الأولى للانبثاث.

## مقدمة
أكدت عدة دراسات وجود نمطين رئيسيين لغزو الخلايا السرطانية عن طريق هجرة الخلايا: الهجرة الجماعية للخلايا وهجرة الخلايا الفردية، والتي تتغلب بها الخلايا السرطانية على حواجز النسيج البيني خارج الخلية وتنتشر في الأنسجة المحيطة. يعرض كل نمط من هجرة الخلايا ميزات مورفولوجية محددة والآليات الجينية الكيميائية الحيوية/الجزيئية الكامنة وراء هجرة الخلايا. لوحظ نوعان من الخلايا السرطانية المهاجرة، خلايا اللحمة المتوسطة (تشبه الأرومة الليفية) والخلايا الأميبية، في كل من نمطي غزو الخلايا السرطانية. تصف هذه المراجعة الاختلافات الرئيسية بين متغيرات هجرة الخلايا السرطانية، ودور الانتقالات الظهارية المتوسطة، والجماعية الأميبية، والمتوسطة الأميبية، والأميبية المتوسطة، بالإضافة إلى أهمية العوامل الورمية المختلفة والجزيئات اللحمية في الغزو الورمي. تعتبر البيانات والحقائق المتوفرة ضرورية لفهم كيفية ارتباط أنماط غزو الخلايا السرطانية بتقدم السرطان وفعالية العلاج. قُدمت أدلة مقنعة على أن المظاهر المورفولوجية لأنماط الغزو تتميز بمجموعة متنوعة من البنى النسيجية (الورمية). قُدمت نتائج دراساتنا الخاصة لإظهار ارتباط تطور سرطان الثدي بالتغاير المورفولوجي داخل الورم، والذي غالبًا ما يعكس أنماط هجرة الخلايا السرطانية وينتج عن الأنشطة المختلفة لجزيئات الالتصاق الخلوي في الخلايا الورمية ذات البنى المورفولوجية المتميزة.

## الغزو والانبثاث كمظاهر للورم السرطاني الخبيث
أشارت نتائج العديد من الدراسات التجريبية والسريرية للأورام الخبيثة إلى أن الغزو والانبثاث هما المظهران الرئيسيان لتقدم الورم، ما يعكس عمليتين وثيقتي الصلة.
يتميز الورم الخبيث بإمكانية تنفيذ ظاهرة بيولوجية تسمى الشلال الانبثاثي وهو «برنامج» فريد متعدد المراحل إذ يكون غزو الخلايا هو العامل الرئيسي لتقدم السرطان وانتشاره في الأعضاء والأنسجة البعيدة. تؤدي الآفات الانبثاثية الضخمة إلى حدوث فشل عضوي حاد، أي وفاة المريض. يشمل المجال بين نقاط «النهاية» لعملية الغزو الانبثاثي المعقدة -دخول الورم الأولي إلى الأنسجة المحيطة وتشكيل البؤر النقيلية- عدة مراحل، يكون المرور بها ضروريًا للتطور الناجح والتقدم اللاحق للورم: الدخول الوعائي والنجاة والتواجد في الدورة الدموية الجهازية، ثم التسرب مع الاستعمار اللاحق للأعضاء من قبل الخلايا السرطانية، وتشكيل ورم خبيث يمكن كشفه سريريًا. يترافق نمو الورم مع زيادة الضغط على بنى النسيج البيني خارج الخلية، بينما تكافح البيئة المكروية للأنسجة للحفاظ على سلامتها الوظيفية التشريحية من خلال زيادة الضغط على الخلايا السرطانية. تشمل العوامل التي تحد من نمو الأورام الخبيثة الغشاء القاعدي والمكونات المختلفة للحمة المحيطة، وزيادة الضغط الخلالي، ومحدودية إمدادات الأكسجين للخلايا السرطانية، وتشكل الأكسجين النشط، وحالات نقص الأكسجة، والتعرض الدائم لخلايا الجهاز المناعي. بالنسبة إلى التغاير داخل الورم، وفي الصراع من أجل النجاة، قد تتعرض بعض الخلايا السرطانية للارتكاس والموت، بينما تكتسب الخلايا الأخرى، التي تقاوم عوامل البيئة المكروية القوية التي تواجهها، نمطًا ظاهريًا عدوانيًا وقدرة على التقدم الانبثاثي. يتم تعزيز الغزو الورمي عبر انفصال الخلايا الخبيثة عن كتلة الورم بسبب انخفاض أو فقدان جزيئات الالتصاق بين الخلايا، فتكتسب الخلايا قدرة كبيرة على الحركة بشكل غير طبيعي ما يتيح اختراقها العناصر البنيوية الصلبة للحمة المحيطة. في هذه الحالة، تتضمن عملية الغزو آليات جزيئية وخلوية مختلفة واسعة النطاق، والتي، وفقًا للبيانات المنشورة، تعتمد بشكل مباشر على ظاهرة بيولوجية أخرى -التحول الظهاري المتوسط، والذي وُصف لأول مرة من قبل إي. دي. هاي في عام 1995. في وقت لاحق، استُخدم مصطلح «الانتقال الظهاري المتوسط» لتوضيح قابلية عكس هذه العملية. حاليًا، يُعرف أن الانتقال الظهاري المتوسط يكمن وراء عمليات التطور الجنيني والالتهاب وتجديد الأنسجة، ويلعب دورًا حاسمًا في آليات التسرطن.

## النماذج الفزيولوجية للغزو
يُعرف أن الخلايا السرطانية المنتشرة في الأنسجة المحيطة والأعضاء البعيدة تعيد إنتاج الآليات وأنماط الهجرة المميزة للخلايا الطبيعية غير الورمية أثناء العمليات الفيزيولوجية. تستطيع الخلايا السرطانية، على غرار الخلايا الطبيعية، تنشيط هذه الآليات لتغيير شكلها وخلق ظروف مناسبة للحركة وإعادة تشكيل الأنسجة المحيطة لتحديد مسارات الهجرة. تكمن المشكلة الرئيسية في أن الخلايا السرطانية، على عكس الخلايا الطبيعية، ليس لديها «إشارات توقف» فزيولوجية لإنهاء هذه العمليات. غالبًا ما يؤدي ذلك إلى تشكيل آليات الهجرة وتعزيز تقدم وانتشار الورم.
وُجد أن الخلايا الخبيثة تستخدم برامج وراثية مدمجة لتنفيذ العمليات التي تحدد الغزو وإمكانية الانبثاث. مثلًا، يمكن ملاحظة حركة الخلايا المفردة أثناء التطور الجنيني وحالات الالتهاب (مثل هجرة الكريات البيض). توجد آلية انتشار مماثلة تعد نموذجية للخلايا السرطانية أثناء تقدم الورم والانبثاث.
بالإضافة إلى هجرة الخلية المفردة، يمكن أن تحدث الهجرة الجماعية للخلايا عندما تهاجر مجموعات من الخلايا السرطانية المترابطة بشدة. يشير هذا النوع من الهجرة إلى إعادة ترتيب الأنسجة، وهو أساس عمليات التشكل الجنيني، بالإضافة إلى كونه عنصرًا أساسيًا في التئام الجروح السطحية.
لذلك، يتضح أن الخلايا السرطانية الخبيثة تستخدم آليات الهجرة الجماعية والمفردة للخلايا كنماذج فيزيولوجية في عمليتي الغزو والانبثاث.

## أنماط الغزو
في الوقت الحاضر، بناءً على مجموعة من المعلمات الوراثية المورفولوجية والجزيئية، يمكن التمييز بين نمطين مختلفين تمامًا للغزو: هجرة الخلايا الجماعية وهجرة الخلايا المفردة. في هذه الحالة، يتحدد نمط الهجرة بحسب مظاهر البيئة المكروية للأنسجة ويعتمد على التغيرات الجزيئية في الخلايا السرطانية.
يعد تحديد آلية الغزو التي تستخدمها الخلايا المهاجرة الفردية مهمة معقدة. لسوء الحظ، توجد أعداد قليلة من الدراسات الموجهة نحو هذه المشكلة على المستويين الجزيئي والمورفولوجي وغالبًا ما تُجرى في المختبر باستخدام خطوط خلوية محددة.

## الاستنتاجات
لا شك في أهمية دراسات المظاهر المورفولوجية والآليات الجينية الجزيئية لعملية غزو وانبثاث الأورام الخبيثة. تظهر نتائج الدراسات المختلفة بوضوح أن هجرة الخلايا السرطانية أثناء الغزو قد تحدث عبر خلايا مفردة أو عبر مجموعات من الخلايا. قد يؤدي هذا التنوع في أنماط هجرة الخلايا إلى تطوير التغاير داخل الورم والذي يظهر، كما في سرطان الثدي، من خلال البنى المورفولوجية المختلفة: البنى السنخية والتربيقية والصلبة ومجموعات منفصلة من الخلايا السرطانية. يوجد عدد من الآليات الجينية والكيميائية الحيوية والجزيئية التي تمكن الخلايا الخبيثة من غزو الأنسجة المحيطة واكتساب القدرة على الانتشار إلى مناطق أبعد من موقع الورم الأساسي، ما يؤدي إلى تطور البؤر النقيلية الثانوية في الأعضاء والأنسجة البعيدة. مع ذلك، ورغم التقدم المحرز، ما تزال هناك أسئلة غير مفسرة حول العلاقة المحتملة بين الأنماط المختلفة لعملية الغزو الورمي ومعلمات الانبثاث الورمي الخبيث سواء لمفاوية أو دموية المنشأ، ومظاهر تقدم المرض، بالإضافة إلى فعالية العلاج المختار. قد يساعد حل هذه المشكلات بشكل كبير في تحديد إنذار المرض، وربما تطوير أساليب جديدة لمعالجة مرضى السرطان.